# Tytthonyx oaxacaensis
Tytthonyx oaxacaensis is een keversoort uit de familie soldaatjes (Cantharidae). De wetenschappelijke naam van de soort werd in 2001 gepubliceerd door Zaragoza Caballero.